# Comté de Lake (Michigan)
Pour les articles homonymes, voir Comté de Lake.
Le comté de Lake (en anglais : Lake County, le mot Lake signifiant « lac » en anglais) est un comté situé dans le nord-ouest de la péninsule inférieure de l'État du Michigan. Son siège est à Baldwin. Selon le recensement de 2000, sa population est de 11 333 habitants.

## Géographie
Le comté a une superficie de 1 488 km², dont 1 470 km² est de terre.

### Comtés adjacents
- Comté de Wexford (nord-est)
- Comté d'Osceola (est)
- Comté de Newaygo (sud)
- Comté de Mason (ouest)
- Comté de Manistee (nord-ouest)